# لوريلا كرافوتا
لوريلا كرافوتا (بالفرنسية: Lorella Cravotta)‏ هي ممثلة فرنسية، ولدت في 9 أبريل 1958 في فرنسا.

## أعمال

### أفلام
- (1995) ذا سيتي أوف لوست شايدرن[2]
- (2001) أميلي[3]

## وصلات خارجية
- لوريلا كرافوتا على موقع IMDb (الإنجليزية)
- لوريلا كرافوتا على موقع قاعدة بيانات الأفلام العربية
- لوريلا كرافوتا على موقع ألو سيني (الفرنسية)
- لوريلا كرافوتا على موقع أول موفي (الإنجليزية)
- لوريلا كرافوتا على موقع قاعدة بيانات الأفلام السويدية (السويدية)
- لوريلا كرافوتا على موقع قاعدة بيانات الفيلم (الإنجليزية)
- لوريلا كرافوتا على موقع كينوبويسك (الروسية)